# Vizcondado de Rías
El vizcondado de Rías es un título nobiliario español creado el 12 de julio de 1688 por el rey Carlos II de España a favor de Juan Suárez de Toledo y Obregón.

## Vizcondes de Rías
|                        | Titular                                          | Periodo                |
| Creación por Carlos II | Creación por Carlos II                           | Creación por Carlos II |
| ---------------------- | ------------------------------------------------ | ---------------------- |
| I                      | Juan Suárez de Toledo y Obregón                  | 1688-                  |
| II                     | Luis Suárez de Toledo y de la Cueva              | 1712-                  |
| III                    | Juan Suárez de Toledo y Sánchez de Teruel        |                        |
| IV                     | Joaquín de Valderrama y Suárez de Toledo         |                        |
| V                      | José de Valderrama Palacio y Suárez de Toledo    |                        |
| VI                     | Joaquín de Valderrama Palacio y Suárez de Toledo |                        |
| VII                    | Juana de Valderrama Palacio y Suárez de Toledo   |                        |
| VIII                   | María Antonia Segade Bugueiro y Valderrama       |                        |
| IX                     | Rafael de Bustos y Segade-Bugueiro               | 1844-                  |
| X                      | José de Bustos y Castilla                        | 1848-1896              |
| XI                     | José Alfonso de Bustos y Ruiz de Arana           | 1898-1938              |
| XII                    | Rafael Finat y de Bustos                         | 1951-1955              |
| XIII                   | José María de la Blanca Finat y de Bustos        | 1957-1977              |
| XIV                    | Rafael Ángel Finat y Riva                        | 1977-2019              |
| XV                     | Casilda Finat y Martínez-Costa                   | 2019-actual titular    |

## Historia de los vizcondes de Rías
- Juan Suárez de Toledo y Obregón, I vizconde de Rías,[1] señor de Marchal y Otura, procurador a Cortes de Granada y alcalde perpetuo del castillo de Mondújar en el Reino de Granada.[2] Era hijo de Luis Suárez de Toledo y Vázquez de Gumiel y de Beatriz de Obregón y Cañaveral Córdoba.[2]

Casó en 1652 con Juana de la Cueva y Granada Venegas, hija de Rodrigo de la Cueva y Calvo y de su segunda esposa, Gertrudis de Granada Venegas y de la Cueva. En 1712, le sucedió su nieto:
- Luis Suárez de Toledo y de la Cueva, II vizconde de Rías.[1]

Casó con Isabel Sánchez de Teruel y Cepeda. Le sucedió su hijo:
- Juan Suárez de Toledo y Sánchez de Teruel, III vizconde de Rías.[1]

Le sucedió su sobrino, hijo de su hermana Juana Suárez de Toledo y Sánchez de Teruel y de  Manuel de Valderrama y Portillo:
- Joaquín de Valderrama y Suárez de Toledo, IV vizconde de Rías.[1]

Casó con Leonor de Palacio y Cañas. Le sucedió su hijo:
- José de Valderrama Palacio y Suárez de Toledo, V vizconde de Rías.[1]

Sin descendientes, le sucedió su hermano menor:
- Joaquín de Valderrama Palacio y Suárez de Toledo, VI vizconde de Rías.[1]

Sin descendientes, le sucedió su hermana:
- Juana de Valderrama Palacio y Suárez de Toledo, VII vizcondesa de Rías.[1]

Casó con Francisco Segade-Bugueiro y del Moral. Le sucedió su hija:
- María Antonia Segade-Bugueiro y Valderrama, VIII vizcondesa de Rías.[1]

Casó con Rafael de Bustos y Lamas, VI marqués de Corvera. En 22 de mayo de 1844, le sucedió su hijo:
- Rafael de Bustos y Segade-Bugueiro (m. 1848), IX vizconde de Rías[4] y vii marqués de Corvera.

Casó con Rosa de Castilla-Portugal y Baillo. En 26 de mayo de 1848 le sucedió su hijo:
- José de Bustos y Castilla-Portugal (m. 12 de abril de 1896), X vizconde de Rías, maestrante de Granada,[5] fundador del Complejo Termal de Archena, (Murcia), que lo adquirió después de la Desarmortización de Mendizábal, llamada así por haberla propugnado Juan Álvarez Mendizábal, por entonces Presidente del Consejo de Ministros

Casó, en 1861, con su sobrina paterna María de los Dolores de Bustos y Riquelme, hija de los VIII marqueses de Corvera. En 24 de enero de 1898, le sucedió su nieto, hijo de Alfonso de Bustos y Bustos (1861-1928) IX marqués de Corvera y de María Isabel Ruiz de Arana y Osorio de Moscoso XXII condesa de Nieva y XV condesa de Oliveto:
- José Alfonso de Bustos y Ruiz de Arana (1883-1 de enero de 1838),[8] XI vizconde de Rías,[1][9] senador y diplomático.[8]

Casó, en primeras nupcias, en 1875, con Teresa de Perinat y Terry. Contrajo un segundo matrimonio con Blanca de Arzola y González, I marquesa de Yurreta y Gamboa. Sin descendientes de ningún matrimonio. En 12 de enero de 1951, le sucedió, su sobrino:
- Rafael Finat y de Bustos (5 de febrero de 1930-Toledo, 25 de febrero de 1955),[11] XII vizconde de Rías.[1][12]

Debido a su temprana muerte, en 31 de diciembre de 1957, le sucedió su hermano:
- José María de la Blanca Finat y de Bustos (n. Madrid, 13 de septiembre de 1932),[11] XIII vizconde de Rías,[1][13] XVII duque de Pastrana, XI marqués de Corvera, XXI marqués de Campotéjar, XVIII conde de Oliveto, XVIII conde de Mayalde, IV conde de Finat y XVI conde de Villaflor.

Casó con Aline Riva de Luna. En 14 de marzo de 2019, por cesión, le sucedió su hijo:
- Rafael Ángel Finat y Riva, XIV vizconde de Rías,[1][14] xix conde de Mayalde.

Casó con Ana Martínez-Costa y Risso. En 14 de marz0 de 2019 le sucedió, por cesión, su hija:
- Casilda Finat y Martínez-Costa, XV vizcondesa de Rías.[1][15]